# Ljutwi Dschiber Achmedow
Ljutwi Dschiber Achmedow, bulgarisch Лютви Джибер Ахмедов, (* 10. April 1930 in Podajwa, Oblast Rasgrad; † 1997) war ein bulgarischer Ringer. Er war Weltmeister 1959 und Gewinner einer Silbermedaille bei den Olympischen Spielen 1964 im freien Stil im Schwergewicht.

## Werdegang
Ljutwi Dschiber Achmedow war Angehöriger der türkischen Minderheit in Bulgarien. Er kam 1948 zum Ringen, als im sozialistischen Bulgarien speziell das Ringen besonders gefördert wurde. Noch im Jahre 1952 startete bei den Olympischen Spielen in Helsinki kein einziger bulgarischer Ringer. Im Jahre 1956 konnte Bulgarien mit Nikola Stantschew bereits seinen ersten Olympiasieger im Ringen feiern. Ljutwi Dschiber Achmedow trainierte im neu eingerichteten Trainingszentrum in Razgrad.
Seinen ersten Erfolg auf der internationalen Ringermatte feierte er im Jahre 1955, als er bei den 3. Weltfestspielen der Jugend in Warschau, einer von den sozialistischen Staaten gelenkten Veranstaltung, im Schwergewicht hinter dem sowjetischen Ringer Georgi Kandelaki den zweiten Platz im freien Stil belegte.
Ljutwi Dschiber Achmedow bevorzugte zwar den freien Stil, war aber gelegentlich auch im griech.-röm. Stil am Start und auch in diesem Stil sehr erfolgreich. So fand die erste Weltmeisterschaft, die er bestritt im griech.-röm. Stil in Budapest statt. Er besiegte dort u. a. Hamit Kaplan aus der Türkei und rang mit Ragnar Svensson aus Schweden und Iwan Bogdan aus der Sowjetunion unentschieden. Er kam damit auf den 2. Platz und wurde Vize-Weltmeister im Schwergewicht.
1959 startete er bei der Weltmeisterschaft in Teheran im freien Stil. Diese Weltmeisterschaft war relativ schwach besetzt. Ihm reichten deshalb zwei Siege, davon einer gegen Herbert Albrecht aus Zella-Mehlis und zwei Unentschieden gegen Sawkus Dscharasow aus der Sowjetunion und Hamit Kaplan zum Gewinn des Weltmeister-Titels.
Bei den Olympischen Spielen 1960 in Rom enttäuschte Ljutwi Dschiber Achmedow. Er kam im freien Stil im Schwergewicht nur zu einem Sieg und rang gegen János Reznák aus Ungarn, William Kerslake, USA u. Hamit Kaplan unentschieden, womit er nur den 5. Platz erreichte und eine Medaille verfehlte.
1961 konnte er bei der Weltmeisterschaft in Yokohama nicht starten, weil Bulgarien wegen der hohen Kosten keine Ringermannschaft nach Yokohama entsandte. 1962 war er aber bei der Weltmeisterschaft in Toledo/USA wieder dabei. Im freien Stil siegte er u. a. gegen János Reznák und rang mit Alexander Iwanizki aus der Sowjetunion und den Olympiasieger von 1960 und Weltmeister von 1961 Wilfried Dietrich aus der Bundesrepublik Deutschland unentschieden. Er kam damit hinter Iwanizki auf den 2. Platz, noch vor Wilfried Dietrich.
Im Jahre 1963 wurde Ljutwi Dschiber Achmedow bei der Weltmeisterschaft im freien Stil in Sofia im Schwergewicht erneut Vize-Weltmeister. Er siegte dabei u. a. über Wilfried Dietrich. Den Weltmeistertitel kosteten ihn aber zwei Unentschieden gegen János Reznák und Alexander Iwanizki. Im gleichen Jahr startete er in Helsingborg auch bei der Weltmeisterschaft im griechisch-römischen Stil, erreichte dort aber nur den 6. Platz. Dabei rang er aber immerhin gegen Wilfried Dietrich wieder unentschieden.
Bei den Olympischen Spielen 1964 in Tokio gewann er dann mit der Silbermedaille auch eine olympische Medaille. Er startete im freien Stil und erzielte vier Siege und ein Unentschieden gegen Alexander Iwanizki. Iwanizki hatte das bessere Fehlerpunkteverhältnis und wurde damit Olympiasieger.
1965 startete er bei der Weltmeisterschaft in Manchester wieder im freien Stil im Schwergewicht. Nach vier Siegen erreichte er gegen Larry Kristoff aus den USA und Alexander Iwanizki Unentschieden und kam damit zum fünften Mal bei einer internationalen Meisterschaft auf den 2. Platz.
Die letzte Teilnahme an einer internationalen Meisterschaft von Ljutwi Dschiber Achmedow war die bei der Europameisterschaft 1966 in Karlsruhe. Er belegte dort im Schwergewicht einen hervorragenden 2. Platz, obwohl er eine überraschende Punktniederlage von dem deutschen Debütanten Gerd Volz hinnehmen musste. Gegen Alexander Medwedew aus der UdSSR rang er unentschieden.
Ljutwi Dschiber Achmedow bestritt in seiner Karriere bei Olympischen Spielen und Weltmeisterschaften insgesamt 39 Kämpfe. Von diesen 39 Kämpfen hat er keinen verloren. Allerdings rang er bei 22 Siegen 17 mal nur Unentschieden. Dies zeugt von seinem defensiven Ringstil, der dafür ausschlaggebend war, dass er bei diesen Meisterschaften nur einmal gewann und fünfmal den 2. Platz belegte. Trotzdem war Ljutwi Dschiber Achmedow natürlich ein großer und erfolgreicher Ringer.

## Internationale Erfolge
(OS = Olympische Spiele, WM = Weltmeisterschaft, F = freier Stil, GR = griech.-röm. Stil, S = Schwergewicht, bis 1961 über 87 kg ab 1962 über 97 kg Körpergewicht)
| Jahr | Platz  | Wettbewerb                            | Stil | Gewichtsklasse | Bemerkung |
| 1955 | 2.     | Weltfestspiele der Jugend in Warschau | F    | Schwer         | hinter Georgi Kandelaki, Sowjetunion u. vor Lucjan Sosnowski, Polen |
| 1957 | 3.     | III. Intern. Sportspiele in Moskau    | F    | Schwer         | hinter Hussein Mehmedow, Bulgarien u. Sawkus Dscharasow, UdSSR |
| 1958 | 1.     | Weltcup in Sofia                      | F    | Schwer         | vor Georgi Kandelaki, Hamit Kaplan, Türkei, Lucjan Sosnowski u. Marvari, Iran |
| 1958 | 2.     | WM in Budapest                        | GR   | Schwer         | mit Siegen über Czeslaw Walicht, Polen, Ladislav Baksaj, Jugoslawien, János Reznák, Ungarn u. Hamit Kaplan u. Unentschieden gegen Ragnar Svensson, Schweden u. Iwan Bogdan, UdSSR |
| 1959 | 1.     | WM in Teheran                         | F    | Schwer         | mit Siegen über Herbert Albrecht, DDR u. Felix Neuhaus, Schweiz u. Unentschieden gegen Sawkus Dscharasow u. Hamit Kaplan                                                          |
| 1960 | 5.     | OS in Rom                             | F    | Schwer         | mit einem Sieg über Muhamed Nazir, Pakistan u. Unentschieden gegen János Reznák, William Kerslake, USA u. Hamit Kaplan                                                            |
| 1962 | 1.     | "Dan-Kolew"-Turnier in Sofia          | F    | Schwer         | vor Hussein Mechmedow u. János Reznák |
| 1962 | 1.     | Balkan-Spiele in Athen                | F    | Schwer         | vor Alit, Türkei u. Herman, Rumänien |
| 1962 | 2.     | WM in Toledo                          | F    | Schwer         | mit Siegen über Alwyn Visser, Südafrika, George Momberg, Kanada u. János Reznák u. Unentschieden gegen Alexander Iwanizki, UdSSR u. Wilfried Dietrich, BRD                        |
| 1963 | 2.     | WM in Sofia                           | F    | Schwer         | mit Siegen über Wilfried Dietrich, Hamit Arslan, Türkei u. Aziz Keyani, Iran u. Unentschieden gegen János Reznák u. Alexander Iwanizki                                            |
| 1963 | 6.     | WM in Helsingborg                     | GR   | Schwer         | mit einem Sieg über Bekir Aksu, Türkei u. Unentschieden gegen Wilfried Dietrich, Ragnar Svensson u. Borislav Pavicevic, Jugoslawien                                               |
| 1964 | Silber | OS in Tokio                           | F    | Schwer         | mit Siegen über János Reznák, Bohumil Kubát, Tschechoslowakei, Ștefan Stîngu, Rumänien u. Dennis McNamarra, Großbritannien u. einem Unentschieden gegen Alexander Iwanizki        |
| 1965 | 2.     | WM in Manchester                      | F    | Schwer         | mit Siegen über János Reznák, Dennis McNamarra, Ahmad Razaee, Iran u. Gıyasettin Yılmaz, Türkei u. Unentschieden gegen Larry Kristoff, USA u. Alexander Iwanizki                  |
| 1966 | 2.     | EM in Karlsruhe                       | F    | Schwer         | mit Siegen über Ștefan Stîngu, János Reznák u. Gıyasettin Yılmaz, einem Unentschieden gegen Alexander Medwed, UdSSR u. trotz einer Niederlage gegen Gerd Volz, BRD                |

## Länderkämpfe
(nicht vollständig)
- 1959 in München, BRD gegen Bulgarien, F, S, Unentschieden gegen Wilfried Dietrich,
- 1964 in Köln, BRD gegen Bulgarien, F, S, Unentschieden gegen Wilfried Dietrich

## Belege
1. ↑  Ljutwi Dschiber Achmedow in der Datenbank von Sports-Reference (englisch; archiviert vom Original), abgerufen am 19. Dezember 2013

| Personendaten    | Personendaten                      |
| ---------------- | ---------------------------------- |
| NAME             | Achmedow, Ljutwi Dschiber          |
| ALTERNATIVNAMEN  | Ахмедов, Лютви Джибер (bulgarisch) |
| KURZBESCHREIBUNG | bulgarischer Ringer                |
| GEBURTSDATUM     | 10. April 1930                     |
| GEBURTSORT       | Podajwa, Oblast Rasgrad            |
| STERBEDATUM      | 1997                               |